# Àfrica del Sud-oest
L'Àfrica del Sud-oest (South West Africa en anglès, Suidwes-Afrika en afrikaans i Südwestafrika en alemany), també anomenat Sud-oest Africà, fou el nom oficialment donat a Namíbia abans de 1990. En principi anomenat Transgariep o Sud-oest africà, va esdevenir oficialment el protectorat de l'Àfrica Sud Occidental Alemanya de 1884 a 1915, durant la colonització per les tropes del kaiser Guillem II. Va conservar el nom de Sud-oest africà o Àfrica del Sud-oest durant el mandat de Sud-àfrica sobre aquest territori de 1920 a 1968.
Encara que rebatejat oficialment Namíbia, després de la revocació del mandat sud-africà per l'ONU el 1968, el país va conservar les dues denominacions en ús fins al 1990, any efectiu de la independència de Namíbia.

## Història

### El final del protectorat alemany

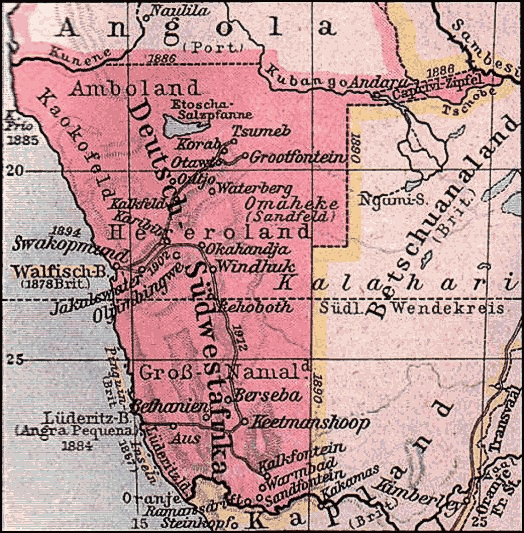
Mapa del Sud-Oest africà alemany

La Primera Guerra Mundial va posar final al protectorat alemany sobre el Sud-oest africà.
Els primers enfrontaments entre les tropes colonials alemanyes i l'exèrcit sud-africà compromès al costat dels britànics, havien començat des d'agost 1914 a Kummernais. Els sud-africans havien llançat una gran ofensiva, i assolit una victòria decisiva a Gibeon, el 25 i 26 d'abril de 1915, que va desembocar en la derrota del cos expedicionari alemany, el 9 de juliol de 1915, a Khorab.
A partir d'aquesta data, el Sud-oest africà alemany va quedar sota l'ocupació de les tropes sud-africanes. En el moment de la signatura del tractat de Versailles, l'Alemanya va renunciar definitivament a les seves colònies i va abandonar uns setze mil dels seus ciutadans.

### Àfrica del Sud-oest sota mandat sud-africà (1920-1968)
El 17 de desembre de 1920, la Societat de Nacions donava un mandat de tipus C a la Unió de Sud-àfrica per administrar el Sud-oest africà, i assegurar el benestar de les poblacions. El 1921, fou nomenat el primer administrador sud-africà, reemplaçant l'autoritat militar. Solament sis mil cinc-cents colons alemanys sobre més de catorze mil que hi havia abans del 1914 es van quedar, mentre que s'intensificava la immigració de blancs sud-africans, sovint de condició molt modesta, i als que eren atribuïdes ajudes financeres i de terres.
Simbòlicament, el nom de la capital, Windhuk, va ser «afrikaneritzat» en Windhoek, i les lleis segregacionistes sud-africanes van completar les antigues disposicions alemanyes discriminatòries.
El 1924, els colons alemanys no representaven més que trenta-set per cent de la població blanca del territori (contra 83% l'any 1913). En 1925, la comunitat blanca elegia els seus primers representants a l'assemblea legislativa del Sud-oest africà (divuit elegits, als quals s'afegien sis membres designats per l'administració).
El 1925, 43% del territori es trobava constituït en reserves, sota l'autoritat de caps tradicionals (Ovamboland, Kavangoland, Hereroland, Damaraland, Namaland, Kaokoland), 41% de les terres pertanyent als blancs i la resta a l'Estat o als basters de Rehoboth.
El 1926, tots els natius del Sud-oest africà esdevenien ciutadans de la Unió sud-africana. L'antiga colònia alemanya era a la pràctica considerada com una cinquena província de la Sud-àfrica. Durant vint anys, aquesta situació va quedar en un relatiu oblit.
El 1946, Sud-àfrica, va reclamar l'annexió de l'Àfrica del Sud-oest a l'ONU, però aquesta petició va ser refusada per l'Assemblea general el 14 de desembre de 1946.
El 1949, la constitució de l'Àfrica del Sud-oest fou revisada pel govern de Daniel François Malan. Una representació directa del territori al parlament sud-africà fou de llavors en endavant assegurada per sis diputats i quatre senadors, mentre que la tutela de les poblacions indígenes era en endavant competència exclusiva del govern de Pretòria.
Al començament dels anys 1950, el cap tradicional herero Hosea Kutako fou el primer representant negre del Sud-oest africà a presentar una petició a les Nacions Unides denunciant l'administració sud-africana.
El 1958, la població del Sud-oest africà arribava a quatre-cents cinquanta mil habitants, del qual dos-cents mil ovambos, residint molt majoritàriament en el quart septentrional del territori. Els cinquanta mil blancs del territori residien al nord i al sud, principalment en els centres urbans (representant la meitat de les vint mil habitants de la zona urbana de Windhoek dels quals més del 95% dels habitants de la ciutat mateixa, i més del 90% dels habitants de la zona urbana de Swakopmund). El govern sud-africà va proposar llavors, però sense èxit, de dividir el territori en dos amb la finalitat d'abandonar el quart septentrional del Sud-oest africà.
El 1959, els ovambos i els hereros s'organitzaven políticament amb la finalitat de protestar contra la colonització sud-africana i la posada en marxa de la seva política d'apartheid. El 10 de desembre de 1959, una campanya de protesta organitzada per la SWANU se saldava per la mort de tretze manifestants, abatuts per les forces de policia, i cinquanta-quatre ferits. El 19 d'abril de 1960, l'Organització del poble del Sud-oest africà (SWAPO) fou creada per membres de l'ètnia ovambo. Inicialment es va oposar a la SWANU, dominada pel hereros, per ser reconeguda per l'ONU com a representant legítim dels pobles del Sud-oest africà. Des de 1961, la SWAPO cooperava amb els moviments rebels d'Angola, considerava la lluita armada i obtenia, sobre el plànol diplomàtic, l'eliminació de la seva rival, la SWANU, de totes les representacions internacionals.
El mateix any, l'Assemblea general de les Nacions Unides, on els països descolonitzats eren cada cop més influents, votava un text considerant que la situació al Sud-oest africà amenaçava la pau internacional i la seguretat. Encara que els seus emissaris van concloure finalment l'absència d'una tal amenaça, l'Assemblea general va transmetre el dossier al Comitè dit «dels 24», encarregat de posar en obra la independència dels pobles colonitzats.

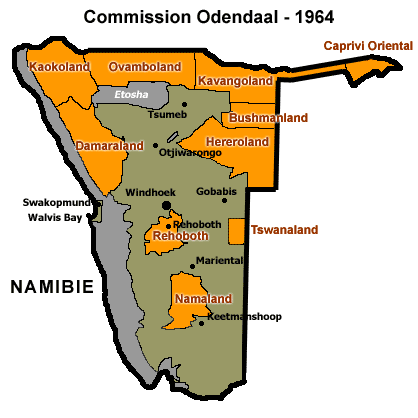
Pla Odendaal de partició administrativa del territori del Sud-oest africà

En 1963, el govern sud-africà posava en marxa una comissió d'enquesta sobre el Sud-oest africà, presidida per F. H. Odendaal. En el seu informe, aquest preconitzava la divisió del territori en tres parts, de les quals la primera s'hauria de reservar a deu homelands (llars nacionals o reserves indígenes), el segon als blancs, destinada a integrar a Sud-àfrica i una tercera, comprenent els parcs naturals (Etosha, Costa dels Esquelets, desert de Namíbia) i les zones prohibides (de les quals la cèlebre Sperrgebiet — una zona diamantífera). Aquest informe fou rebutjat per l'Assemblea general de les Nacions Unides.
El 1966, Liberia i l'Etiòpia apel·laven al Tribunal internacional de justícia per temptar, sense èxit, de fer declarar il·legal l'ocupació del Sud-oest africà per la República de Sud-àfrica. La decisió del Tribunal provocar la indignació de l'Assemblea general de les Nacions Unides, que va votar el 17 d'octubre de 1966 la resolució 2145, declarant que Sud-àfrica havia fallat a les seves obligacions. El 1967, l'Assemblea proclamava que el territori seria d'ara endavant gestionat per un consell pel Sud-oest africà pel compte de les Nacions unides. El 26 d'agost del mateix any, un enfrontament seriós entre militants de la SWAPO i la policia sud-africana marcava el començament de la guerrilla.

### El Sud-oest africà/Namíbia (1968-1975)
El 1968, l'Assemblea general de les Nacions Unides votava la revocació del mandat sud-africà. La resolució de l'Assemblea general va quedar sense efecte perquè Sud-àfrica no reconeixia pas la competència d'aquesta (ni l'ONU com a successora de la Societat de Nacions SDN). El 12 de juny de 1968, el nom de Namíbia, amb preferència al de Kalanami (contracció entre Kalahari i Namib), va ser acordat per l'ONU a tot el territori.
Del seu costat, el govern sud-africà posava en marxa el dispositiu de l'informe Odendaal preveient la constitució de deu bantustans, dels quals sis districtes representaven més de dos terços de la població, tenint vocació d'esdevenir autònomes (Damaraland, Ovamboland, Kaokoland, Kavangoland, Caprivi Oriental i Hereroland).
El 1970, el Consell de seguretat de l'ONU declarava, per primera vegada, il·legal la presència de la Sud-àfrica a Namíbia. El 21 de juny de 1971, la revocació del mandat sud-africà havia estat confirmada per un informe consultiu del Tribunal internacional de Justícia.
Els anys 1970 van estar marcats per una forta evolució de la política interna. Després de la vaga de milers d'obrers ovambos entre desembre de 1971 i juny de 1972, el govern Vorster emprengué reformes i va abrogar la llei de 1920 anomenada com de "mestre i servidors" i els contactes foren renovats entre l'ONU i el govern sud-africà.
El març 1972, el Secretari General de les Nacions Unides, Kurt Waldheim, efectuava una visita al Sud-oest africà-Namíbia (nom usual des de 1968) i prenia contacte amb les autoritats locals i els representants dels moviments polítics.
El 1973, només tres dels sis districtes autònoms prevists per l'informe Odendaal i dirigits per un consell tribal foren creats (Ovamboland, Kavangoland i Caprivi Oriental). De fet, alguns desacords oposen les autoritats tribals al govern sud-africà sobre els poders i competència delegades i el manteniment de la discriminació pel ministeri dels Afers Bantus. El juliol, les eleccions de l'assemblea legislativa tribal de la Ovamboland foren guanyades pel Partit de la independència de la Ovamboland però la taxa de participació no fou més que del 3%, ja que els electors van obeir la crida al boicot llançada per la SWAPO i el Partit Democràtic Cooperatiu. Les autoritats tribals i sud-africanes reaccionaren a aquest desaire fent detenir els dirigents de la SWAPO interior, i per les autoritats tribals fent fuetejar els opositors en lloc públic (sota ordre del ministre ovambo Filemon Elifas) i multiplicant els assetjaments.
El 12 de setembre de 1973, en la seva resolució n° 3111, l'Assemblea General de les Nacions Unides designava la SWAPO com a «representant únic i autèntic del poble namibià». Aquesta resolució fou molt mal rebuda pels altres moviments polítics namibians, sobretot pel moviment de Clemens Kapuuo que va acusar la SWAPO de tribalisme i li va reprotxar de no haver participat mai en ni un petit enfrontament contra els ocupants alemanys.
En aquest moment percebent les divisions al si dels moviments d'oposició del Sud-oest africà, el primer ministre sud-africà John Vorster va abandonar els objectius de l'informe Odendaal i va decidir en el marc de la seva política d'apaivagament amb els països africans de comprometre's en la via de l'autodeterminació del territori «inclosa la independència». Va fer així de Namíbia un terreny de negociacions polítiques del qual reutilitzarà els resultats per la Rhodèsia del Sud llavors dirigida per Ian Smith (resultats que van servir de model per Sud-àfrica mateixa als anys 1990).
Així el novembre de 1974, l'assemblea legislativa del Sud-oest africà va convidar el conjunt de les autoritats del territori, compreses les autoritats tribals i els representants dels partits polítics negres, a determinar el seu futur polític. L'assemblea estava a l'època dominada pel Partit Nacional del Sud-oest Africà. Dos dels seus representants, Dirk Mudge i Ebenezer van Zijl, foren els encarregats de les negociacions mentre que la SWAPO i la SWANU declinaven la invitació feta per l'assemblea.
El juliol de 1975, el ministre de l'administració i el desenvolupament bantu de John Vorster, Michiel Coenraad Botha va posar final a un projecte de deslocalització de les tribus ovaherero al Bantustan del Hereroland a l'est del país. Fent això, Botha posava punt final a la posada en marxa de les conclusions de l'informe Odendaal.
El 17 d'agost de 1975, el ministre del consell tribal del Ovamboland, Filemon Elifas, fou assassinat a Ondangwa per un guerriller de la SWAPO.

#### L'autonomia en el marc de la Conferència de Turnhalle (1975-1989)
La conferència de Turnhalle es va obrir l'1 de setembre de 1975 a Windhoek. El partit Nacional del Sud-oest africà representava la comunitat blanca del territori. Les poblacions negres estaven representades per diversos petits partits polítics, dels quals els més hostils a la col·laboració es reagrupaven al si de la Convenció Nacional Namibià, o boicotejaven l'esdeveniment, com la SWAPO que prosseguia la seva guerrilla contra les tropes sud-africanes, sense aconseguir mai ocupar la menor parcel·la del territori.
L'abril de 1976, Andreas Shipanga, l'un dels cofondadors de la SWAPO, denunciava el népotisme, la corrupció i la ineficàcia de la direcció del moviment. Amb 2.000 dels seus partidaris entre els quals Nathaniel Maxuilili, va intentar apoderar-se del quarter general del partit a Lusaka (Zàmbia). Sam Nujoma es va veure obligat de requerir l'ajuda del president Kenneth Kaunda per evitar de ser cessat de les seves funcions per la força. Els rebels foren finalment aturats i empresonats, i acusats de colusió amb Sud-àfrica. Alguns foren alliberats al cap de sis mesos, uns altres transferits a camps en Tanzanie, i d'uns altres encara van desaparèixer definitivament (Shipanga no fou alliberat fins al maig de 1978).
El 14 d'agost de 14, Dirk Mudge va cridar als blancs a unir-se als negres en el camí de la independència.
El 16 d'agost de 1976, els delegats de la conferència de Turnhalle es van posar d'acord sobre un govern interí encarregat de transformar el territori en un estat independent sobre el model d'una federació. No obstant això, el 20 de desembre de 1976, en la seva resolució n°385, l'Assemblea general de les Nacions Unides va refusar de reconèixer l'evolució interna de Namíbia, i aportava «el seu suport a la lluita armada» efectuada «sota la conducta de la SWAPO».
El 18 de març de 1977, el principi d'un govern a tres nivells fou adoptat a la conferència de Turnhalle: un poder central, autoritats locals amb base ètnica, i les autoritats municipals. Certs partits, insatisfets del compromís, es van reagrupar en el Front Nacional de Namíbia (NNF). Del seu costat, els blancs es pronunciaven en maig 1977 per referèndum, a més del 60% en favor de les proposicions de Turnhalle, i avalaven el principi d'independència.
L'agost de 1977, la gestió de l'enclavament de Walvis Bay, posada sota control des de 1971 de les autoritats de la província del Cap, fou transferida al govern Sud-africà, i així, sostreta al procés d'independència.
L'octubre de 1977, el nou administrador sud-africà, Martinus Steyn derogava la llei segregacionista sobre els matrimonis mixtos, i a continuació aquella sobre la immoralitat. Els controls interiors s'havien suprimit sobre tot el territori, a l'excepció de la zona diamantífera (on encara està en vigor al temps present) i de la frontera septentrional.
L'Aliança Democràtica de Turnhalle (DTA) fou fundada pels principals partits que avalaven els resultats de la conferència. Però el 27 de març de 1978, el president de la DTA, Clemens Kapuuo, va ser assassinat per desconeguts. Aquest assassinat va provocar violents afrontaments per tot el país entre ovambos de la SWAPO i els hereros.
El 29 de setembre de 1978, la resolució n°435 del consell de seguretat va fixar per objectiu la independència de Namíbia, i va fundar un grup d'assistència pel període de transició (GANUPT), amb la finalitat d'assegurar la regularitat del procés electoral.
El desembre de 1978, les primeres eleccions parlamentàries multiracials, organitzades per la primera vegada a tot el territori, segons el principi «un home un vot», però boicotejades per la SWAPO i la SWANU, designaven, amb el vuitanta-dos per cent dels vots, una assemblea constituent dominada per la DTA. Aquestes eleccions havien estat declarat nul·les i no avingudes per l'ONU.
El 21 de maig de 1979, l'assemblea nacional del Sud-oest africà-Namibie votava la llei sobre l'abolició total de la discriminació racial. Windhoek esdevenia la seu de l'administració política del país, a l'excepció llavors, de la policia, de l'exèrcit, de la justícia i dels afers estrangeres, en mans encara de Sud-àfrica.
L'11 de juliol de 1979, tots els llocs públics foren oberts a les poblacions de color i es va promulgar una llei anti discriminació. Els últims vestigis legislatius de la segregació racial foren escombrats.
Al final de l'any 1979, un acord general fou adoptat sobre la creació d'una zona desmilitaritzada de part i altra de la frontera del nord, però sense èxit.
Una constitució es va promulgar l'abril de 1980, mentre que la policia i l'exèrcit local foren posats sota el control de l'assemblea. L'1 de juliol, el primer govern de l'Àfrica del Sud-oest o Namíbia fou posat en marxa amb un consell de ministres d'onze membres, presidit per Dirk Mudge.
L'agost de 1980, els bantustans (homelands) foren dissolts, consagrant la unitat territorial de Namíbia. Es van organitzar eleccions locals el novembre, per elegir els deu governs locals, consagrant la victòria de la DTA.
L'arribada de Ronald Reagan al poder als Estats Units va modificar singularment el aquilibri diplomàtic, fins aleshores molt desfavorable a Sud-àfrica. Després d'haver acusat l'ONU de parcialitat en aquest afer, Sud-àfrica va trobar un aliat en Chester Crocker, el sotssecretari d'Estat americà encarregat de l'Àfrica. Aquest darrer va reprendre una idea sud-africana, que havia condicionat la seva sortida de Namíbia i l'aplicació de la resolució 435 a la retirada de les forces soviètiques i cubanes d'Angola. L'agost de 1982, la condició de la retirada cubana esdevingué una condició sine qua non pels dos governs.
En el Sud-oest africà, la DTA es debilitava a causa de dissensions internes. El 18 de gener de 1983, el consell de ministres va dimitir. L'Assemblea nacional va ser llavors dissolte, i els poders executius conferits a l'administrador sud-africà.
El juny de 1985, després de dos anys i mig d'administració directa, Sud-àfrica va posar en funcionament un govern interí, amb la proposició d'una conferència multipartits reunint dinou partits de l'interior.
El gener de 1988, el fracàs de la batalla de Cuito Cuanavale a Angola, en què els cubans i angolesos van resistir l'avanç sud-africà al país al costat dels rebels de l'UNITA i els van obligar a retirar-se, marcava els límits de la solució militar per totes les parts compromeses, i permetia d'accelerar les negociacions diplomàtiques. El 20 de juliol de 1988, un acord de catorze punts es va trobar entre Sud-àfrica, Angola i Cuba, preveient la posada en marxa de la resolució 435 en contrapartida del replegament del contingent cubà. De protocol en protocol, l'acord desemboca a la signatura de l'acord de Brazzaville, preparant el calendari de la posada en marxa de la resolució 435, i la retirada cubana d'Angola.

### La posada en marxa de la resolució 435 (1989)
Amb la posada en marxa de la resolució 435 i el manteniment de l'administració sud-africana, el govern de Pretòria aconseguia fer avalar la seva tutela sobre Namíbia, recuperada legalment 21 anys després del final teòric del seu mandat l'any 1968 (encara que seria per un període limitat de transició). L'administrador sud-africà reprengué llavors el govern i l'assemblea legislativa del Sud-oest africà es quedava sense els seus poders executius, legislatius i administratius, enterrant la conferència de Turnhalle.
D'acord amb el que preveu l'acord, el febrer de 1989, el primer contingent de la GANUPT (grup d'assistència de les nacions unides pel període de transició) arribava a Namíbia. L'1 de març, el govern del Sud-oest africà-Namíbia quedava, i els seus poders transferits a Louis Pienaar, l'administrador sud-africà.
L'1 d'abril, dos mil soldats de la SWAPO temptaven d'envair el nord de Namíbia ignorant els acords passats en el marc de les Nacions Unides. Aquesta invasió fou considerada com el més greu error de la història de la SWAPO. El representant de l'ONU, Martti Ahtisaari va demanar l'ajuda de l'exèrcit sud-africana per rebutjar els intrusos cap a Angola. Els combats més violents que mai havia conegut Namíbia des del començament del mandat sud-africà, es van lliurar en aquells dies. La SWAPO va tenir més de tres-cents morts, contra vint-i-set soldats sud-africans, i fou igualment desautoritzada per la OUA i les Nacions Unides. El 9 d'abril, un acord hi havia signat fixant un nou procés de retirada sota la supervisió del GANUPT.
El 2 de juliol de 1989, la SWAPO que, cal fer-ho notar, mai va ser un partit prohibit, contràriament a l'ANC a Sud-àfrica, organitzava la seva primera campanya a Katutura. El setembre, expressava, per veu deThéo-Ben Guribab, les seves disculpes a les víctimes dels abusos comesos en les seves presons d'Angola i de Tanzània.
Sota la protecció dels vuit mil soldats de la GANUPT, l'escrutini electoral tingut lloc del set a l'onze de novembre de 1989. Deu partits sobre quaranta van arribar a obtenir el visat de la comissió electoral, per participar en les eleccions. La taxa de participació va arribar al 95%. Amb 57,33% dels vots i quaranta-un diputats, la SWAPO guanyava les eleccions, amb majoria absoluta en cinc dels vint-i-tres districtes del país, entre els quals els més poblats: l'Ovamboland i el Kavangoland. Avançava a la DTA que va tenir un vint-i-vuit per cent de sufragis, encara que fou majoritària en catorze districtes, dels quals vuit amb una majoria absoluta.
El 21 de novembre de 1989, l'assemblea constituent es reunia per primera vegada. El gener de 1990, va presentar una nova constitució. Precedida d'una llarga carte de les llibertats fonamentals, instituïa un règim de tipus semipresidencial, i va ser adoptada el 9 de febrer per unanimitat dels seus membres.
El 16 de febrer, l'assemblea constituent esdevenia assemblea nacional, i va elegir Sam Nujoma a la presidència de la República.
La transició entre l'administració sud-africana i la nova administració namibiana es va acabar el 20 de març de 1990, amb la proclamació de la independència i l'entrada solemne de la república de Namíbia en la comunitat de les nacions.